# Britské ostrovy
Britské ostrovy je souostroví v severním Atlantiku při severozápadním pobřeží Evropy. Anglický název je British Isles, v irštině se pro souostroví používá termín Oileáin Iarthair Eorpa (Západoevropské ostrovy), případně Éire agus an Bhreatain Mhór (Irsko a Velká Británie).
Souostroví má zhruba 72 milionů obyvatel na celkové rozloze 315 134 km².
Zdaleka největší jsou dva hlavní ostrovy – ostrov Velká Británie a ostrov Irsko. Dalšími součástmi Britských ostrovů jsou ostrov Man, ležící uprostřed Irského moře, dále souostroví Hebridy, Shetlandy a Orkneje u severního Skotska, ostrov Anglesey při severozápadním pobřeží Walesu, ostrov Wight u jižního pobřeží Anglie, ostrovy Arran a Bute při ústí řeky Clyde ve Skotsku, ostrov Achill a Aranské ostrovy u západního pobřeží Irska, ostrovy Scilly jihozápadně od anglického poloostrova Cornwall a mnoho dalších menších ostrůvků.
Politicky jsou Britské ostrovy rozděleny na tři části: Spojené království Velké Británie a Severního Irska, Irskou republiku a Ostrov Man, který je britskou korunní dependencí. Kvůli příslušnosti k britské koruně bývají někdy k Britským ostrovům přiřazovány také Normanské ostrovy, což jsou britská závislá území Guernsey a Jersey, která však zeměpisně náležejí k francouzské pevnině. V angličtině existuje na rozdíl od běžného zeměpisného pojmu British Isles ještě příležitostně užívané oficiální politické označení British Islands, zastřešující Spojené království, Ostrov Man, Guernsey a Jersey.

## Terminologie

Britské ostrovy (geograficky) British Isles
Britské ostrovy (politicky) British Islands
Spojené království United Kingdom
ostrov Velká Británie Great Britain
ostrov Irsko Ireland
Anglie England
Skotsko Scotland
Wales Wales
Irsko (Irská republika) Ireland (Republic of Ireland)
Severní Irsko Northern Ireland
ostrov Man Isle of Man
Normanské ostrovy (Jersey, Guernsey) Channel Islands